# Dragoljub (Draža) Mihailović
Dragoljub Mihailović, poznat i kao Draža ili Čiča (Ivanjica, 26. travnja 1893. – Beograd, 17. srpnja 1946.) bio je zapovjednik kraljevske Jugoslovenske vojske u otadžbini tijekom Drugoga svjetskog rata, osuđen je i strijeljan 1946. godine zbog ratnih zločina i suradnje s okupacijskim vlastima. Smatra se kako je odgovoran za smrt za više od 50 000 ljudi, uglavnom političkih protivnika.

## Životopis
Mihailović je rođen u Ivanjici 1893. godine kao prvo od troje djece Mihaila i Smiljane Mihalović. Poslije Draže rodila se njegova sestra Milica 1894. godine, odmah poslije nje i sestra Jelica 1895. godine. Nedugo poslije Jeličinog rođenja od turbekuloze je umro Dražin otac Mihailo, a pet godina kasnije 1900. godine umire i Dražina majka Smiljana. Poslije smrti majke brigu za djecu preuzima stric Vladimir.

### Školovanje i mladost
Nakon završetka četiri godine osnovne škole, Draža Mihailović upisuje se u prvi razred Treće Muzičke škole, a poslije završetka tri razreda upisuje se u Drugu beogradsku gimnaziju gdje završava sljedeća tri razreda. Draža Mihailović bio je uzoran đak, i završio je obje gimnazije s odličnim uspjehom. Tijekom školovanja 1905. godine umrla je Dražina sestra Milica.
Nakon završetka gimnazije 1910. godine Draža Mihailović pristupa 43. klasi Niže vojne akademije u Beogradu. Nakon šest mjeseci dobiva čin pitomca-kaplara, a dvije godine kasnije unaprijeđen je u čin pitomca-podnarednika. Izbijanjem Balkanskih ratova u rujnu 1912. godine, cijela 43. klasa prebačena je na bojišnicu. Poslije Kumanovske bitke, Draža Mihailović unaprijeđen je u čin narednika, a nakon bitke dodijeljena mu je srebrna medalja za hrabrost. U borbi protiv Bugara 1913. godine biva ranjen. Nedugo poslije unaprijeđen u potpukovnika i dodijeljena mu je zlatna medalja za hrabrost. Poslije kratkog rata s Bugarima 1913. godine, Draža Mihailović odlazi Beograd na doškolovljavanje.

### Drugi svjetski rat

#### Program etničkog čišćenja i stvaranja Velike Srbije
Već u rujnu 1941. godine Mihailović je izbjegličkoj vladi u Londonu dostavio program četničkog pokreta tijekom i po završetku Drugoga svjetskog rata. U njemu, između ostalog stoji:

- "b) omeđiti de facto srpske zemlje i učiniti da u njima ostane samo srpski živalj."
- "d) u srpskoj jedinici kao naročito težak problem uzeti pitanje muslimana i po mogućnosti rešiti ga u ovoj fazi..."
- "g) izraditi plan za čišćenje ili pomeranje seoskog stanovništva sa ciljem homogenosti srpske državne zajednice."
- "v) posebno imati u vidu brzo i radikalno čišćenje gradova i njihovo popunjenje svežim srpskim elementom."

Nakon toga, 20. prosinca 1941. godine Draža Mihailović je podređenim zapovjednicima dao tzv. "Instrukcije" u kojima jasno iznosi plan stvaranja Velike Srbije zasnovane na ubijanju i protjerivanju nesrpskog stanovništva, naročito Hrvata i Muslimana. U Instrukcijama nalaže:
- “... Stvoriti veliku Jugoslaviju i u njoj veliku Srbiju, etnički čistu i u granicama predratne Srbije, Crne Gore, Bosne i Hercegovine, Srema, Banata i Bačke...”
- “... Čišćenje državne teritorije od svih narodnih manjina i nacionalnih elemenata...”
- “... Stvoriti neposredno zajedničke granice između Srbije i Crne Gore, kao i između Srbije i Slovenačke, čišćenjem Sandžaka od muslimanskog življa, a Bosne i Hercegovine od muslimanskog i katoličkog življa...”

Dalje se kao cilj navodi kažnjavanje svih ustaša i muslimana koji su krivci za "srpsku aprilsku katastrofu" (misli se na osnivanje NDH) te naseljavanje Crnogoraca na očišćene teritorije.
Točan broj Muslimana, Hrvata i drugih nesrpskih žrtava koje su tijekom rata pogubili četnici nikad nije službeno utvrđen. Bosanskohercegovački povjesničar Šemso Tucaković je u svojoj knjizi Crimes Against Bosnian Muslims 1941–1945 procijenio da su od ukupnih oko 150 000 Muslimana pogubljenih tijekom rata njih oko 100 000 ubili četnici, pri čemu navodi imena oko 50 000 Muslimana za koje se pouzdano zna da su žrtve četnika.
Vladimir Žerjavić je 1998. godine iznio približnu brojku od oko 29 000 muslimanskih i oko 15 000 hrvatskih žrtava, odnosno 32 000 Hrvata i 33 000 Muslimana. Zdravko Dizdar na temelju novih podataka, ali i uračunavajući još neistražene žrtve, navodi čak 200 000 Hrvata te 100 000 Muslimana koje su ubili četnici.
Neki od najtežih četničkih zločina u provođenju genocida nad Hrvatima i Muslimanima tijekom Drugog svjetskog rata su:
- srpanj 1941., Bileća i Stolac – oko 1150 Hrvata i Muslimana
- pokolj kod Drvara 27. srpnja 1941. – 568 poimenice imenovanih žrtava i neodređen broj neidentificiranih Hrvata
- pokolj u Bosanskom Grahovu 27. srpnja 1941. – 62 hrvatske žrtve
- Pokolj u Krnjeuši 9. i 10. kolovoza 1941. g. – oko 240 pobijenih Hrvata
- kolovoz 1941. g., Brkovci (istočna Hercegovina) – oko 300 Muslimana
- kolovoz i rujan 1941. g., Boričevac (Lika) i Kulen Vakuf (Zapadna Bosna) – oko 2500 Hrvata i Muslimana
- studeni 1941. g., kraj Donjeg Lapca – 44 Hrvata
- prosinac 1941. i siječanj 1942. g., istočna Bosna: Foča i Goražde – oko 2050 odnosno 5000 uglavnom Muslimana, Srebrenica oko 1000, Vlasenica 2000 – 3000, Rogatica i Višegrad po oko 1000 Muslimana
- kolovoz 1942. g., istočna Bosna i dio Sandžaka (uglavnom oko Foče) – oko 1000 Muslimana
- kolovoz 1942. g., istočna Bosna (Ustikolina, Jahorina) – oko 2500 uglavnom Muslimana
- rujan 1942. g., Foča – oko 2200 Muslimana
- rujan 1942. g., Zabiokovlje – oko 160 Hrvata
- listopad 1942. g., Mostar – oko 200 Hrvata i Muslimana
- listopad 1942. g., Hercegovina (Prozor-Rama) – oko 1250 Hrvata i Muslimana
- listopad 1942. g., Zagora – oko 240 Hrvata
- veljača 1943. g., istočna Bosna i dio Sandžaka (Foča, Čajniče, Pljevlja) – oko 9200 Muslimana
- siječanj i veljača 1943. g., Zagora (Kijevo, Vrlika, Otavice, Imotski) – 140 Hrvata
- lipanj 1943. g., središnja Bosna – 42 Muslimana
- veljača 1944. g., Zagora – 67 Hrvata
- svibanj 1944. g., Goražde – oko 50 Muslimana
- do lipnja 1944. g., u okolici Rogatice – 4635 uglavnom Muslimana
- listopad 1944. g., sjeveroistočna Bosna – 25 Hrvata
- prosinac 1944. g., Vinodol (Bribir, Grižane, Tribalj) – 32 Hrvata
- siječanj 1945. g., Bosna (Kladari, Carevac) – 27 Hrvatica

Brojni zločini koje su četnici počinili tijekom Drugog svjetskog rata počinjeni su izravno ili neizravno prema uputama dobivenim od Mihailovića, vođe pokreta. Podređeni zapovjednici redovito su Mihailoviću slali izvješća o broju ubijenih muškaraca i žena, katoličkih svećenika, muslimanskih imama, srušenih i spaljenih crkava, džamija i sela. Ti zločini bili su isplanirani, s namjerom postizanja onih ciljeva koje je Draža Mihailović iznio u svojim "Instrukcijama". Većina zločina bila je dio provedbe genocida nad Muslimanima u Bosni i na Sandžaku te nad Hrvatima u dijelovima koji su trebali postati dijelom Velike Srbije. Naročito su obilježja genocida imali brojni sustavni zločini nad Hrvatima Dalmatinske zagore te istočne Like i zapadne Bosne, te nad Muslimanima istočne Bosne i Sandžaka. Ovo potonje se objašnjava s nastojanjem postizanja etnički čistih granica dotadašnje Srbije s Bosnom i Crnom Gorom.

#### 1941.
Nakon njemačkog napada na Jugoslaviju Draža Mihailović izbjegava zarobljavanje u Travanjskom ratu i sa skupinom časnika i vojnika jugoslavenske kraljevske vojske probija se na Ravnu Goru u Srbiji. Ondje 8. svibnja osniva "Komandno mesto" i ljudima pod svojim zapovjedništvom daje ime Četnički odredi jugoslovenske vojske. Počinje prikupljati pristaše na području Srbije i Crne Gore. U kolovozu 1941. godine od određenog broja uglednih ljudi, koji ga podržavaju, osniva Centralni nacionalni komitet. Tako nastaje Ravnogorski pokret, koji ima svoju vojnu i političku organizaciju.
Nastojao je oko sebe stvoriti pokret otpora Nijemcima koji bi u trenutku protuudara zapadnih saveznika protjerao okupatora. Isprva nije odobravao oružani otpor okupatoru nego radije naoružavanje i pripremanje za pogodni trenutak. Dana 29. kolovoza sklapa tajni sporazum s Milanom Nedićem, predsjednikom kvislinške vlade (vidi članak Nedićeva Srbija).
Uspijeva doći do radio stanice, kojom uspostavlja vezu s Britancima i izbjegličkom vladom u Londonu. Predsjednik vlade Dušan Simović unaprjeđuje ga 15. studenoga u čin generala.
Istodobno na tlu Srbije i ostatka Jugoslavije nastaje Narodnooslobodilački pokret koji je potakla KPJ. S obzirom na isti cilj, otpor okupatoru i obnovu Jugoslavije, Draža Mihailović i Josip Broz Tito su se sastali 19. rujna u selu Struganik kraj Valjeva i 27. listopada u selu Brajići. Na prvom sastanku bila je dogovorena labava suradnja partizanskih i četničkih jedinica, ali na oba je Draža odbio aktivnu borbu protiv okupatora. Na drugom sastanku je zatražio i dobio od Tita 500 pušaka i municiju za svoje četnike iz tvornice oružja u Užicu koju su partizani osposobili (vidi članak Užička republika).
Prema drugim tumačenjima razlog sastanka Tita i Mihailovića nije bilo izbjegavanje bratoubilačkog rata (kako se opravdavalo sastajanje Tita s Mihailovićem nakon rata) niti zajednički otpor okupatoru i obnova Jugoslavije nego pritisak vodećih svjetskih sila, Velike Britanije i SSSR-a. Naime, njima nije odgovaralo postojanje dva pokreta otpora na prostoru Jugoslavije pa su postigle sporazum da će SSSR, koristeći se svojim utjecajem na vodstvo KPJ, a Velika Britanija na četnički pokret, izvršiti pritisak na obje strane kako bi se postigao sporazum o suradnji.
Bez obzira na razlog sastanka Tita i Mihailovića, već 1. studenoga Dražine četničke jedinice napadaju partizane u Užicu, ali doživljavaju katastrofalan poraz. Draža s Titom sklapa primirje, a 13. studenoga na sastanku s Nijemcima sklapa tajni sporazum o suradnji četničkih i njemačkih jedinica u borbi protiv partizana. Naređuje većini svojih jedinica da se legaliziraju i formalno stave pod Nedićevo zapovjedništvo kako ih Nijemci ne bi držali neprijateljima, ali one ostaju pod njegovim nadzorom.

#### 1942.
U siječnju Mihailović napušta Srbiju i prelazi u Crnu Goru. Dana 11. siječnja kralj Petar II. Karađorđević (koji boravi u izbjeglištvu u Londonu, zajedno s članovima kraljevske vlade) imenuje Mihailovića ministrom vojske, mornarice i zrakoplovstva. Četnici pod Mihailovićevim zapovjedništvom bivaju proglašeni Jugoslavenskom vojskom u otadžbini. Zapadni Saveznici smatraju ih, pogrešno, snagama koje se bore protiv okupatora. U medijima u SAD-u i Velikoj Britaniji snažno se promovira junaštvo četnika i osobito lik njihovog vođe, Draže Mihailovića.
Dana 19. kolovoza Mihailović naređuje napad svojih jedinica na Foču koju je tada držala vojska NDH. Nakon zauzimanja grada četnici su počinili neviđen pokolj nad muslimanskim stanovništvom. Pobijeno je između dvije i tri tisuće Muslimana. Nakon toga u grad su ušle talijanske postrojbe koje su spriječile protuudar vojske NDH.

#### 1943.
U ožujku Mihailović osobno zapovjeda četničkim snagama (20.000 ljudi) koje su pomagale Nijemcima, Talijanima i ustašama u borbi s partizanima na Neretvi. Nakon što su partizani zavarali Nijemce i prešli na lijevu obalu Neretve Nijemci su očekivali od Mihailovića i njegovih četnika da ih unište. No u borbama kod Kalinovika i Nevesinja četničke snage bivaju potpuno razbijene i trpe veliki poraz. Zapovjednik njemačkih snaga na Balkanu, general Alexander Löhr je izvjestio njemačko Vrhovno zapovjedništvo da Draža Mihailović snosi glavnu krivicu za neuspjeh i da je kao vojni zapovjednik potpuno zatajio.
U travnju Mihailović napušta Lipovo i vraća se u Srbiju. Na području NDH četnici su razbijeni u manje skupine, koje partizani likvidiraju ili izoliraju, pa ovise o izravnoj pomoći Talijana, Nijemaca, čak i ustaša. Mihailović nastoji osigurati vlast nad Srbijom i Crnom Gorom.
Među Saveznicima raste spoznaja da se četnici ne bore protiv okupatorskih snaga, nego naprotiv s njima surađuju protiv NOP-a. Savezničke vlade vrše pritisak na izbjegličku jugoslavensku vladu da utječe na Mihailovića. Vlada 11. svibnja šalje instrukciju Draži Mihailoviću o obustavljanju suradnje s okupatorom i kvislinškom Nedićevom vladom i o uspostavljanju mirnih odnosa s partizanima.
Dana 15. svibnja u štab Draže Mihailovića dolazi prva američka vojna misija (uz britansku, koja je prisutna od 1941. godine).
Četnici više i ne skrivaju suradnju s Nijemcima u borbi protiv partizana. Dana 28. studenoga zapadni Saveznici odlučuju uskratiti pomoć Mihailoviću i njegovim četnicima, te pružiti punu pomoć Narodnooslobodilačkom pokretu na čelu s Josipom Brozom Titom.
U srpnju 1943. godine po izvješću I. bugarskog okupacijskog korpusa zabilježena su 62 četnička i 178 partizanskih napada na Nijemce ili Bugare. Četnici su ubili 1 Nijemca ili Bugara, a partizani 9. Četnici su ubili 6 Srba u službi okupatora, a partizani 60. Zabilježeno je 60 dezertiranja iz Srpske državne straže, u kolovozu 54, a u rujnu 68. U kolovozu se zbiva 78 četničkih i 205 partizanskih napada na okupatora, od četnika je stradalo 7 te od partizana 13 Nijemaca ili Bugara, četnici su ubili 25 Srba u službi okupatora dok su ih partizani ubili 70. U rujnu je počinjeno 138 četničkih i 235 partizanskih napada na okupatora. Četnici su ubili 14 Nijemaca ili Bugara i 30 Srba u službi okupatora, a partizani 19 Nijemaca ili Bugara i 88 Srba u službi okupatora. Zaključak je da su partizani bili najčešći izvršitelji napada na okupatore u Srbiji, a četnici su se usredotočili na borbu protiv partizana kao primarnih neprijatelja.
Ukupna količina oružja i streljiva koju su od 1941. do 1943. godine Mihailoviću isporučili Britanci je sljedeća: 43 minobacača, 860 mina za bacače, 307 revolvera, 1 203 automatska revolvera, 1 866 pušaka, 136 lakih mitraljeza, 217 puškomitraljeza, 104 p.t. puške, 8 728 ručnih granata, 1 029 450 metaka za razno oružje i 2 368 kg eksploziva. Osim odjeće i obuće, radio opreme, sanitetskih potrepština i sl. britanske službe predale su Draži 45 410 britanskih funti u zlatu, 5 000 američkih dolara u zlatu, 99 420 dolara u novčanicama, 75 980 000 talijanskih lira, 2 015 napoleondora, 13 064 000 Nedićevih dinara, 11 540 000 bugarskih leva i 1 014 000 rumunjskih leja. Izbjeglička vlada poslala je 50 000 funti sterlinga, 52 000 američkih dolara, 2 500 napoleondora, 10 do 15 milijuna rumunjskih leja i nekoliko milijuna Nedićevih dinara.

#### 1944.
Polovicom siječnja Draža Mihailović u selu Ba organizira tzv. Svetosavski kongres, kao pandan Drugom zasjedanju AVNOJ-a. Na kongresu su sudjelovali pripadnici nekih prijeratnih stranaka i četnički visoki časnici. Namjera im je bila predstaviti kongres kao "svejugoslavenski" skup a četnike kao vojsku svih naroda Jugoslavije koja ima podršku zapadnih saveznika. Međutim okuplja samo marginalne političare iz Srbije (najugledniji je Živko Topalović, socijalist), te nekoliko pojedinaca iz nesrpskih naroda (od nekoliko Hrvata, relativno "najjače" ime bio je Vladimir Predavec, sin nekadašnjeg potpredsjednika HSS-a Josipa Predavca), ubijenog 1931. godine. On međutim nije imao nikakve veze s HSS-om.
Kongres formalno napušta četnički program stvaranja "Velike Srbije" i obećava federaciju poslije rata, ali samo za Srbe, Hrvate i Slovence. Obećaje predaju vlasti civilima poslije rata. Ovaj pokušaj stvaranja šire političke baze bio je beznadan u odnosu na narastajuću vojnu i političku snagu Narodnooslobodilačkog pokreta pod vodstvom komunista.
Između ožujka i svibnja 1944. godine dvije divizije NOVJ s područja Sandžaka prodiru u Srbiju, ali ne uspijevaju prijeći rijeku Ibar i nakon teških borbi se povlače. Mihailovićevi četnici sudjeluju u borbama zajedno s Nijemcima, Bugarima i jedinicama Nedićeve vlade. (Strugar, str. 240–241.) Unatoč tom privremenom uspjehu, jasno je da Saveznici dobivaju rat u svijetu, a NOP, odnosno komunisti, u Jugoslaviji. Partizanski pokret naglo raste u Srbiji, osobito južnoj i jugoistočnoj, gdje je u svibnju i lipnju formirano čak novih divizija NOVJ (21. do 25.). Tijekom srpnja, Mihailovićevi četnici s Nijemcima i Bugarima sudjeluju u ofenzivi protiv snaga NOVJ u južnoj Srbiji, ali bez uspjeha.
U svibnju Mihailović naređuje ubojstvo Koste Pećanca, vođe suparničkog četničkog pokreta, koji se već u kolovozu 1941. godine otvoreno stavio na stranu Nijemaca. Istog mjeseca američki i britanski časnici za vezu su povučeni iz četničke vrhovne komande.
U izvješću Hitleru o gubicima srpskih nacionalista u borbi protiv komunista između 15. ožujka i 15. kolovoza 1944. godine ubijeno je 140 članova Srpskog dobrovoljačkog korpusa, 157 članova Srpske državne straže, 3 člana Srpske granične straže i 1 749 lojalnih četnika. Ranjeno je 312 članova SDK, 107 članova SDS, 13 članova SGS i 2 089 lojalnih četnika. Nestalo je 69 članova SDK, 26 članova SDS, 2 člana SGS i 120 lojalnih četnika.
Uviđajući da se četnici uopće ne bore protiv Nijemaca, nego s njima surađuju, Saveznici vrše snažan pritisak na kralja Petra II. Karađorđevića i izbjegličku vladu u Londonu da se odreknu Mihailovića i sklope sporazum s Titom. Kralj popušta i 1. lipnja 1944. godine imenuje za predsjednika vlade Hrvata Ivana Šubašića, sa zadatkom da sklopi sporazum s NKOJ. Mihailović gubi položaj ministra. Sredinom lipnja Šubašić na Visu sklapa prvi sporazum s Titom.
Četnički Centralni nacionalni komitet održava konferenciju 20.-23. srpnja 1944. i objavljuje da ne priznaje taj sporazum. Mihailović se potajno sastaje s predstavnicima Njemačkog zapovjedništva u Srbiji te 20. kolovoza s Milanom Nedićem u Ražani kod Kosjerića i s njime sklapa novi sporazum o zajedničkoj borbi protiv NOVJ. (Strugar, str. 304) Nijemci međutim u njega i dalje nemaju povjerenja, iako koriste pojedine četničke jedinice. Mihailović se bavi mišlju da u Beogradu osnuje vladu koja bi dočekala Crvenu armiju kao savezničku vojsku. Takav pothvat postaje neizvediv zbog gubitka podrške iz Londona i već sklopljenog britansko-sovjetskog dogovora o podjeli utjecaja u Jugoslaviji, a onda i zbog potpunog vojnog poraza.
Vladko Maček navodi u svojim memoarima da je početkom ljeta 1944. godine primio prijepis pisma koje mu je poslao Draža Mihailović. On je nudio »da sastavimo tri samostalne i posve ravnopravne vojske, jednu srpsku, jednu hrvatsku i jednu slovensku, i da se zajednički rame uz rame borimo protiv komunista. Nažalost, bilo je to u ono vrijeme već prekasno, jer su zapadne demokracije već bile potpuno prihvatile Tita.«
Pod daljinjim pritiscima, kralj 29. kolovoza ukida četničku Vrhovnu komandu u zemlji; Mihailović je nekoliko dana kasnije umirovljen. Kralj je 12. rujna preko BBC-a uputio poziv svim Srbima, Hrvatima i Slovencima »da se ujedine i stupe u Narodnooslobodilačku vojsku pod vodstvom maršala Tita«. Tko se ne odazove tom pozivu, »neće izbjeći žig izdajstva pred narodom i poviješću«.
Jedina "svjetla točka" za Mihailovića bio je dolazak vojne misije SAD, koja se spustila padobranom na planinu Suvobor 26. kolovoza 1944. godine . Britanski pukovnik MacDowell boravi u njegovu stožeru do 2. studenoga 1944. godine, prateći ga pri povlačenju u Bosnu. Na temelju razgovora s njim Mihailović dobiva utisak da neposredno predstoji sukob zapadnih saveznika sa SSSR-om. Mihailović je 18. rujna poslao molbu predsjedniku SAD da vojnim snagama hitno intervenira u Jugoslaviji, a 21. listopada je njegov predstavnik u Italiji predao savezničkom zapovjedniku za Sredozemlje feldmaršalu Alexanderu  Mihajlovićevu poruku kojom mu stavlja svoje snage na raspolaganje, uz ponovljenu molbu za slanje vojske u Jugoslaviju.
Ofenziva snaga NOVJ prema Srbiji započela je krajem srpnja 1944. godine. Uspješno prodiru u borbama s njemačkim, bugarskim i četničkim jedinicama. Suočen s porazima, povlačenjem Nijemaca i približavanjem Crvene armije preko Rumunjske i Bugarske, on 1. rujna 1944. godine proglašava opću mobilizaciju, međutim samo se mali broj ljudi odaziva. Mihailović je u Srbiji imao pod svojim zapovjedništvom do 60.000 ljudi pod oružjem. Četnici imaju teške gubitke u bitkama (naročito na Kopaoniku i Zlatiboru), velik broj ubijenih i zarobljenih, kao i dezertera. U listopadu, Mihailović se s preostalom vojskom preko Sandžaka povlači u Bosnu. Ukupno se iz Srbije povuklo vjerojatno oko 15.000 do 18.000 četnika, iako neki autori navode i 30.000.
Draža provodi zimu 1944./1945. na području sjeverne Bosne, koja je pod kontrolom Nijemaca (koji drže komunikaciju između Sarajeva i Bosanskog Broda). Do sredine siječnja je na Majevici, zatim se premješta sjeverozapatno na planinu Trebava, gdje ostaje do sredine ožujka. Tu se njegovim trupama pridružuju četnici Crnogorskog dobrovoljačkog korpusa: sedam do osam tisuća četnika pod zapovjedništvom Pavla Đurišića i oko tri tisuće (spominje se i sedam tisuća) izbjeglica. Sredinom ožujka kreću preko rijeke Bosne na područje planine Vučjak. pridružuju mu se i ostatci raznih drugih četničkih jedinica.
Uspostavlja kontakte s Nijemcima, koji ga snadbjevaju manjim količinama hrane i opreme. Vlada glad, hara tifus. Među zapovjednicima izbija žestoka nesloga i međusobna optuživanja.

#### 1945.
Dimitrije Ljotić, koji s ostatcima svojih jedinaca (ljotićevci) boravi u Istri, gdje su se sklonili i četnički zapovjednici Momčilo Đujić, Dobroslav Jevđević i Miodrag Damjanović (koji su još nominalno pod Mihailovićevim zapovjedništvom, ali faktički izravno pod njemačkim), poziva Mihailovića u Istru, kako bi odatle započeli borbu za osvajanje zemlje od komunista.
Međutim Mihailović oklijeva krenuti na zapad, preko teritorije pod kontrolom NDH. Konačno će se odlučiti na vraćanje u Srbiju. Njegovi su razlozi sljedeći:
1. Ne vjeruje ustašama. U travnju 1945. šalje poslanike Paveliću (general Svetomir Đukić) s prijedlogom o stvaranju saveza svih antikomunističkih snaga, ali ovi ne dolaze do njega.
2. Vjeruje u sukob među Saveznicima, koji bi mogao iskoristiti stavljajući se na stranu Britanaca i Amerikanaca protiv SSSR-a.
3. Njegove su jedinice prorijeđene i iscrpljene, stradale od bolesti i gladi, pod neprestanim napadima partizana.
4. Vjerovao je da će u Srbiji na proljeće doći do ustanka protiv komunističke vlasti. Presudnu ulogu u tome imale su obavijesti koje je dobivao preko radio stanice iz Beograda, vjerujući da ih šalju njegovi časnici koji organiziraju ilegalni otpor komunistima. Međutim, OZNA je bila uhvatila jednog četničkog radio-telegrafistu koji je odao šifru. Aleksandar Ranković organizirao je slanje lažnih izvještaja, da bi Mihailovića namamio u Srbiju.[18] Draža je čak slao diverzante njemačkim avionima, s njemačkom opremom, koji su se trebali pridružiti antikomunističkoj borbi u Srbiji. Naravno, svi su odmah padali u ruke Ozne.[24]

Početkom ožujka, članovi četničkog Centralnog nacionalnog komiteta dolaze kod Mihailovića i predlažu mu da okonča kolaboraciju s Nijemcima i pokuša se sporazumjeti s novom Titovom vladom. Mihailović to odbija: smatra da on "iskorištava" Nijemce, a suradnja s Titovom vladom ne dolazi u obzir. Predlaže da se četnici umjesto toga vrate u Srbiju, gdje narod čeka povoljan trenutak za ustanak protiv komunističkog režima. Uspio je uvjeriti sve članove komiteta osim jednog, muslimana Mustafe Mulalića, koji se odmah nakon tog sastanka predao Jugoslavenskoj armiji.
Dolazi do razlaza s Pavlom Đurišićem. On u ožujku 1945. godine sklapa sporazum s crnogorskim separatistom Sekulom Drljevićem, što Mihailović označava kao izdaju. Đurišić odstupa na zapad i biva razbijen od vojske NDH na Lijevča polju.
Sredinom travnja Mihailovićeve čete su krenule desnom stranom Save prema ušću Vrbasa, ali su ih razbile ustaške jedinice. Skreću na jug prema Travniku i Zenici, a zatim prema Konjicu, uz stalne borbe s partizanima, s namjerom da se preko Drine prebaci u Srbiju. Jedinice Jugoslavenske armije opkolile su ih, ironijom sudbine, na području Sutjeske, gdje su dvije godine ranije partizani vodili odlučnu bitku. U borbama između 8. i 13. svibnja četnici su gotovo potpuno uništeni. Partizanske su jedinice dobile naredbu da nema zarobljenika. Pobijeno je oko 7.000 četnika, a spasilo ih se samo oko 400. S manjom skupinom Mihailović uspijeva umaknuti.

### Nakon rata
Nakon završetka Drugoga svjetskog rata, Mihailović se skrivao u istočnoj Bosni, i za razliku od drugih četničkih vođa nije prebjegao na zapad. Uz pomoć Mihailovićevog nekadašnjeg odanog suradnika Nikole Kalabića, agenti Ozne, hvataju Dražu Mihailovića 12. ožujka 1946. godine, munjevitom akcijom na planininama u okolici Višegrada (BiH). Akciju uhićenja je operativno koordinirao Jovo Kapičić, general UDBA.
Optužen je Mihailović za izdaju i ratne zločine. Suđenje je održano 10. lipnja–15. srpnja 1946. godine. Nakon što je odbijena žalba, Mihailović je zajedno s još osam časnika pogubljen 17. srpnja 1946. godine u Lisičijem Potoku[nedostaje izvor], što je oko 200 metara od bivše Kraljevske palače u Beogradu[nedostaje izvor]. Tijela su pokopana u neobilježenom grobu na mjestu pogubljena.

## Posmrtno američko priznanje
U drugoj polovici 1944. godine, kada su brojni saveznički bombarderi prelijetali Srbiju ka ciljevima dublje u Europi, Mihailovićevi četnici su spasili 417 savezničkih pilota (od čega 343 američkih). Oni su se tada veoma trudili pokazati svoju dobru volju i korisnost saveznicima, koji su svoju potporu prebacili na Titove partizane. Četnici su međutim isto tako spašavali i njemačke pilote, a u nekim su pak prigodama hvatali savezničke pilote i predavali ih Nijemcima.
Zbog upornosti majora Richarda L. Felmana, njegovih suboraca i prijatelja, američki predsjednik Harry S. Truman, na osnovu pismene preporuke generala Dwighta D. Eisenhowera posmrtno je dodijelio Draži Mihailoviću kolajnu Legion of Merit (Orden za zasluge) za spašavanje života oborenih američkih pilota. Ova kolajna bila je dodijeljena u tajnosti, i nije bila objelodanjena da ne bi uvrijedili Tita i novu komunističku vlast u Jugoslaviji. SAD je imala interes da Jugoslavija ostane neutralna i ne okrene se potpuno SSSR-u.
Punih 60 godina kasnije, 9. svibnja 2005. godine Gordana Mihailović, kćer Draže Mihailovića, primila je očevu medalju u ceremoniji održanoj u uredu američkog vojnog atašea u Beogradu, u nazočnosti nekoliko preživjelih spašenih američkih pilota te senatora srpskog podrijetla Georga Vojinovicha. To je izazvalo nezadovoljstvo hrvatske javnosti jer se Dražu Mihailovića u Hrvatskoj smatra ratnim zločincem radi brojnih četničkih zlodjela nad Hrvatima u Drugom svjetskom ratu.
Ovi podatci ne mijenjaju činjenicu da je Ravnogorski pokret u cjelini djelovao kao kvislinški, održavajući privid da predstavljaju pravi pokret otpora. Tako se u Rezoluciji o osnivanju AVNOJ-a od 27. studenoga 1942. godine između ostalog navodi: "Ali skupština smatra za svoju dužnost prema nevinim žrtvama da pred celim svetom izjavi; da su zverstva koja su počinili i danas čine na Srbima, Hrvatima i Muslimanima četnici Draže Mihailovića ne manje masovna i svirepa od zverstava okupatora i ustaša i da Jugoslavenska izbeglička vlada nosi punu odgovornost za te zločine za koje ona prosipa odlikovanja zločincima; da prema tome ona nije imala moralna prava da pored vlada drugih porobljenih država potpisuje apel Sovjetskoj Vladi o pitanju odgovornosti okupatora i njegovih pomagača. Njen ministar vojske Draža Mihailović spada pored fašističkih okupatora, pored Pavelića, Ljotića, Nedića, Pećanca također na optuženičku klupu za zločine izvršene nad narodima Jugoslavije.".

## Lik Draže Mihailovića nakon raspada SFR Jugoslavije
Tijekom raspada SFR Jugoslavije i rata u Hrvatskoj i Bosni i Hercegovini 1990-ih godina, uvelike su oživjele nacionalističke težnje na svim sukobljenim stranama. Kao što su u Drugom svjetskom ratu četnici proglasili sve Hrvate ustašama i krivcima za uspostavu NDH, takvi stavovi ponovno su postali prevladavajući u velikosrpskim krugovima i medijima. U takvim okolnostima isticanje lika Draže Mihailovića među srpskim ekstremistima postalo je naročito popularno. Tome je išao u prilog i posvemašnji animozitet prema komunističkom režimu iz prethodne SFRJ, a s obzirom na to da je Mihailović bio veliki protivnik komunističkog pokreta Josipa Broza tijekom Drugog svjetskog rata. Međutim, osim nacionalista, lik Draže Mihailovića isticale su i brojne osobe iz državnih tijala Srbije. Ostatci takvih iredentističkih ideja prisutni su i u suvremeno doba naročito na dijelu Bosne i Hercegovine, u Republici Srpskoj, te u Srbiji.
Kasne 2004. godine Narodna skupština Srbije izglasala je zakon u kojem je izjednačila prava pripadnika četničkih postrojbi s partizanskim borcima uključujući i pravo na boračku mirovinu radi njihovog "anti-fašističkog djelovanja" tijekom Drugoga svjetskog rata.
Crnogorske antifašističke boračke organizacije nisu pošle tim putom. SUBNOR Crne Gore se izjasnio 13. rujna 2010. godine, rekavši da bi rehabilitiranje Draže Mihailovića bilo neodgovornim i opasnim činom. Pri tome je apelirao na beogradski Viši sud neka odbije prijedlog za njegovim rehabilitiranjem.
Dana 14. svibnja 2015. godine Viši sud u Beogradu rehabilitirao je Dražu Mihailovića te su mu vraćena građanska prava oduzeta 1946. godine. Time se smatra neosuđivanim.
Rehabilitaciju su jednoglasno osudili hrvatski političari, predsjednica Kolinda Grabar-Kitarović i Vlada RH, te udruge za ljudska prava iz Srbije (Helsinški odbor Srbije i Napredni klub) i BiH - UDIK je tom prigodom osudio, te podsjetio "da su pod simbolima četničkog pokreta ubijani civili u Bosni i Hercegovini i Hrvatskoj tokom krvavog raspada SFR Jugoslavije".

## Zanimljivosti
- 25. svibnja 1942. godine u TIME Magazinu[40] izlazi slika na prvoj stranici s člankom u kojem opisuju njegove ratne aktivnosti nakon njemačkoga osvajanja Jugoslavije riječima "najveća gerilska operacija u povijesti".
- 1943. godine u SAD-u je snimljen film Četnici: Borbena gerila u kojem se četnici prikazuju kao pokret otpora Nijemcima u Jugoslaviji. Mihailovića u filmu glumi Philip Dorn, a u filmu se pojavljuje i njegova fiktivna kćer Nada.
- U filmu V gorah Jugoslaviji iz 1946. godine Dražu Mihailovića glumi Vjekoslav Afrić, u filmu Klopka za generala iz 1971. godine glumi ga Rade Marković, dok ga u filmu Užička republika iz 1974. godine glumi Miodrag Lazarević.
- 2010. godine u Britanskom kraljevskom arhivu pronađen je dokument koji sadrži tajnu o strijeljanju Draže Mihailovića. Na dosjeu stoji nadnevak 17. srpnja 1946. godine, dan kada je Mihailović strijeljan.[41] Očekuje se ukidanje oznake tajnosti dokumenta, a kako bi se dobili novi podatci o kraju Drugog svjetskog rata i hapšenju te strijeljanju Draže Mihailovića.[42]

Jedan sin i kćer Draže Mihailovića pridružili su se partizanima. Drugi sin poginuo je kao četnik na Sutjesci 22. svibnja 1945. godine u posljednjoj velikoj bitci protiv partizana.

## Vanjske poveznice
- Spomenik Draži Mihailoviću u SAD (engl.)
- Spomenik Draži Mihailoviću ispred Slobodne Srpske pravoslavne crkve u Canberri (Australija) (engl.)
- Tajni australski dokument iz 1944. godine u kojem se povlači podrška Draži Mihailoviću zbog kolaboracije s Nijemcima (engl.)